# Krisenintervention im Rettungsdienst
Die Krisenintervention im Rettungsdienst soll unverletzten Beteiligten und Angehörigen bei akut psychisch traumatisierenden Unfällen, Notfällen und Katastrophen helfen.
Die Hilfe soll möglichst unmittelbar nach dem Ereignis (peritraumatische Phase) einsetzen oder spätestens dann, wenn eine akute Belastungsreaktion auftritt. Durch die frühzeitige Intervention wird den Betroffenen Raum für ihre Trauer verschafft, sie macht sie wieder handlungsfähig und beugt dadurch der Entstehung einer Posttraumatischen Belastungsstörung (PTBS) vor. Die psychiatrische Betreuung verwirrter oder psychotischer Personen gehört nicht zu den Aufgaben der Krisenintervention.
Die speziell zur Krisenintervention ausgebildeten Helfer sind erfahrene Einsatzkräfte des Rettungsdienstes oder des Bevölkerungsschutzes, die in der Regel über die Rettungsleitstelle alarmiert werden.
Solche Dienste werden meist von Hilfsorganisationen, von Feuerwehren oder in der Form eigenständiger Vereine, wenn auch unter verschiedenen Bezeichnungen, wie beispielsweise Peers angeboten.

## Begriffe
Die Bezeichnung Krisenintervention im Rettungsdienst und die Abkürzung KIT sowie das KIT-Logo sind geschützte Warenzeichen bzw. Wortmarken des Arbeiter-Samariter-Bundes Regionalverband Oberbayern e. V. Der Begriff „KIT“ (oder auch „KID“) ist aber als pars pro toto mittlerweile ein feststehender Begriff im Rettungswesen.
Der Name Kriseninterventionsdienst (KID) dient als Oberbegriff für diese Tätigkeit im Sinne eines Fachdienstes beziehungsweise einer organisatorischen Einordnung in einer Hilfsorganisation. Das Kriseninterventionsteam (KIT) bezeichnet die ganze Einheit (und ist oft Bestandteil deren Namens, soweit durch den beschriebenen Markenschutz zugelassen), der Einsatz wird aber in der Regel mit „nur“ zwei Helfern angegangen – beim KIT-München auch häufig als „Einzelteam“ mit nur einer Einsatzkraft. Der Begriff der Notfallseelsorge (durch kirchliche/religiöse Organisationen) ist eng verwandt, wird aber nicht nur im Bereich der Betroffenenbetreuung, sondern auch bei der Einsatzkräfte-Nachsorge verwendet.
Weitere übliche Bezeichnungen sind Krisenintervention im Einsatzdienst (KED), Notfallnachsorge und Notfall-Betreuung (NFB).
Als Bezeichnung der in Krisenintervention ausgebildeten Einsatzkräfte ist der Begriff Krisenhelfer bzw. Kriseninterventionshelfer (KIH) geläufig, Theologen der Notfallseelsorge werden Notfallseelsorger genannt.
Die Stressbearbeitung nach belastenden Ereignissen (SbE) ist dagegen für Einsatzkräfte gedacht, die in anderer Art und Weise betroffen sind und reagieren. Allerdings sind viele Krisenhelfer zusätzlich in SbE geschult, mancherorts werden beide Dienste gemeinsam angeboten.

## Geschichte
Der notfallmedizinische Rettungsdienst hat die Aufgabe, Lebensfunktionen wiederherzustellen, diese zu erhalten und einen sachgerechten Transport von Verletzten oder Erkrankten in eine weiterversorgende Einrichtung zu gewährleisten. Die Betreuung von betroffenen Angehörigen gehört primär nicht dazu, obwohl die Mitarbeiter der Rettungsdienste sehr oft damit konfrontiert werden. Dennoch mussten sie früher die psychisch aufgewühlten Beteiligten, die nicht notfallmedizinisch behandlungsbedürftig waren, sich selbst überlassen, um ihrer eigenen Aufgabe gerecht zu werden.
Einen schweren Verkehrsunfall mit einer Straßenbahn, bei dem ein Kind getötet wurde und die unverletzten Eltern ohne fachliche Betreuung an der Einsatzstelle zurückbleiben mussten, nahm der Rettungsassistent und Diakon Andreas Müller-Cyran zum Anlass, am 9. März 1994 im Arbeiter-Samariter-Bund München das weltweit erste Kriseninterventionsteam zu gründen, um solchen Situationen organisiert begegnen zu können.
Der Stellenwert der Krisenintervention wird nach anfänglichen Zweifeln in der Fachwelt nicht mehr bestritten, mittlerweile ist sie in zahlreichen Bereichen ein fester Bestandteil des Rettungsdienstes, die Grundlagen wurden auch unter dem Schlagwort Basiskrisenintervention in das Curriculum der deutschen Rettungsassistenten-Ausbildung aufgenommen.
Das KIT-München des Arbeiter-Samariter-Bund half in weiteren deutschen Städten und Landkreisen beim Aufbau, zum Beispiel beim KIT Stuttgart, KIT Leipzig, KIT Erding/Freising/Ebersberg / Landkreis Traunstein, bald auch außerhalb Deutschlands in Luxemburg (Unité de Support Psychologique, USP) und Südtirol. Zu diesem Zweck wurde eine eigene Schulungs- und Fortbildungseinrichtung gegründet, die KIT-Akademie in München. Heute bietet die KIT-Akademie zahlreiche Aus-, Fort- und Weiterbildungen, wie z. B. zum Kriseninterventionshelfer, für Privatpersonen auf eigene Kosten an – allerdings ohne Garantie, anschließend auch beim KIT-München des Arbeiter-Samariter-Bund ehrenamtlich tätig werden zu dürfen.
Nicht zu verwechseln ist das KIT-München vom Arbeiter-Samariter-Bund mit dem KID des Münchner Roten Kreuz, welches ebenfalls im Rettungsdienstbereich München tätig ist. Während die Helfer beider Teams über eine ähnliche Ausbildung gemäß den bundesweit zwischen allen Hilfsorganisationen vereinbarten Richtlinien verfügen, hat der Arbeiter-Samariter-Bund neben ehrenamtlichen Mitgliedern (2017: ca. 55 aktive Mitglieder) auch eine hauptamtliche Leitung sowie hauptamtliche Verwaltungskräfte angestellt. Das KIT-München vom Arbeiter-Samariter-Bund stellt damit eine 24/7 Bereitschaft sicher. Das BRK-KID besteht – wie die überwiegende Mehrheit der Teams in Deutschland – ausschließlich aus ehrenamtlichen Mitgliedern.
In Österreich ist eine Krisenintervention mittlerweile flächendeckend verfügbar, die letzte wurde im Sommer 2009 im Bundesland Burgenland installiert.
In der Schweiz ist es geplant, nach dem deutschen und österreichischen Vorbild einen Kriseninterventionsdienst einzurichten.

## Einsatz der Krisenintervention

### Anlässe
Die häufigste Indikation ist die Betreuung von Angehörigen bei einem Todesfall, insbesondere bei besonderen Umständen, zum Beispiel in der belastenden Situation eines erfolglosen Reanimationsversuches, beim unerwarteten Tod eines relativ jungen Patienten, Suizid, Tod in der Öffentlichkeit oder bei (sozialer) Vereinsamung der Hinterbliebenen. Eine deutliche Indikation ist der Tod eines Kindes, sei es durch Unfall, akute Krankheit oder durch den plötzlichen Kindstod (SIDS).
In Zusammenarbeit mit der Polizei überbringt der Kriseninterventionsdienst auch Todesnachrichten. Für die Polizeibeamten bedeutet das häufig eine große Entlastung, die geschulten Krisenhelfer können auf die Bedürfnisse und Reaktionen der Angehörigen oft besser eingehen.
Bei schweren Verkehrs-, Schienen- oder Arbeitsunfällen ist der grundsätzliche Einsatz der Krisenintervention sinnvoll, da hier oft belastende Umstände zu erwarten sind. Betreut werden dann auch Augenzeugen, Arbeitskollegen oder der Führer des am Unfall beteiligten Fahrzeuges. Manche Verkehrsunternehmen halten hier sogar selbst Krisenhelfer vor (zum Beispiel die Deutsche Bahn AG). Eine häufige Ursache für Kriseninterventions-Einsätze sind in diesem Zusammenhang Suizidversuche durch Überrollen mit dem Zug. In Wien und München liefen hierzu Pilotstudien in Zusammenarbeit mit den Massenmedien, die über solche Suizide nicht mehr berichten sollen, um den Nachahmer-Effekt (Werther-Effekt) zu verringern. In Wien ging dadurch bereits die Häufigkeit dieser Suizidmethode insgesamt zurück.
Auch bei anderen Einsätzen, bei denen mit einer psychischen Traumatisierung körperlich Unverletzter zu rechnen ist, ist der Einsatz der organisierten Krisenintervention sinnvoll. Beispiele sind Brände mit Schwerverletzten oder Toten und Situationen mit massiver Gewalterfahrung oder persönlicher Bedrohung (Banküberfällen, Geiselnahmen oder Vergewaltigungen).
Über die Notwendigkeit, einen Kriseninterventionsdienst hinzuzuziehen, entscheidet in der Regel das vor Ort eingesetzte Einsatzpersonal von Polizei, Feuerwehr und Rettungsdienst. Bei bestimmten Meldebildern wird die Krisenintervention von den Rettungsleitstellen schon aufgrund des Notrufes parallel zum Rettungsdienst alarmiert, um gerade bei Unfällen im öffentlichen Bereich damit frühzeitig an der Einsatzstelle zu sein und auch Augenzeugen noch erreichen zu können. In manchen Leitstellen-Bereichen, wie zum Beispiel in München, herrscht jedoch noch eine große Unschärfe über die Alarmierungswege der PSNV-Einsatzkräfte. So wird nicht immer über die zuständige Integrierte Leitstelle alarmiert bzw. Unterstützung nach-alarmiert, sondern dies geschieht häufig auf dem kurzen Dienstweg über (ungesicherte) Handy-Verbindungen. Nicht nur in einem Leitstellen-Bereich kommt es dadurch zu hinderlichen Konkurrenz-Situationen zwischen den beteiligten Hilfsorganisationen, Notfallseelsorge und BOS. Auch bei der Koordination von Großschadenslagen (wie z. B. dem Amoklauf in München vom 22. Juli 2016) wird bei der Alarmierung eines Leiter-PSNV nicht immer bei der zuständigen Aufsichtsbehörde ein PSNV-Einsatzstab eingerichtet, sondern dies wird z. T. auch an private Hilfsorganisationen delegiert.

#### Großschadenslagen
Die Krisenintervention hat auch bei Großschadenslagen und im Massenanfall von Verletzten ihren Stellenwert. Der erste Großeinsatz für die Krisenintervention und Notfallseelsorge mit großem Medieninteresse war 1998 beim ICE-Unglück von Eschede. Auch überregionale und internationale Einsätze lokaler Kriseninterventionsteams sind mittlerweile üblich (Beispiele sind der Concorde-Absturzes in Paris 2000, das Bergbahn-Unglück in Kaprun 2000, die Terroranschläge am 11. September 2001 in New York City, der Amoklauf von Erfurt und Freising 2002, die Busunglücke des Jahres 2003 in Siófok/Ungarn, Lyon/Frankreich Vicenza/Italien, eine Geiselnahme am Flughafen München 2004, die Flutkatastrophe nach dem Seebeben im Indischen Ozean 2004 und der Eishalleneinsturz in Bad Reichenhall 2006).
Einsätze im Ausland werden dabei im Allgemeinen vom Auswärtigen Amt angefordert, die überregionalen Einsätze erfolgen im Auftrag des Innenministeriums oder der örtlich zuständigen Einsatzleitung. Das Bayerische Rote Kreuz hat die Krisenintervention als festen Bestandteil seiner überregionalen Einsatzverbände aufgenommen.
Bei entsprechenden Lagen wird eng mit dem Betreuungsdienst zusammengearbeitet.

### Ablauf und Methoden
Der Einsatzablauf bei einer Krisenintervention im Rettungsdienst lässt sich in Phasen unterteilen, bei denen unterschiedliche Aspekte und Methoden im Vordergrund stehen:
1. Vorbereitungs- und Organisationsphase: Diese Phase beginnt vor dem Kontakt zum Klienten mit der Informationssammlung zum Ereignis und ermöglicht es dem Mitarbeiter, dem Klienten gegenüber später auskunftsfähig zu sein (Was ist passiert? Wer ist zu betreuen?).
2. Sicherheit und Halt vermitteln: Bei Betreuungsbeginn sollte der Kriseninterventionshelfer dafür sorgen, dass der Betroffene sich in einem Umfeld (Setting) befindet, in dem er Emotionen zulassen kann und vor störenden Einflüssen der Umgebung geschützt ist. Ein wichtiger Grundsatz der Krisenintervention ist die Kontinuität der Betreuungssituation, um eine zusätzliche Belastung durch wiederholten Wechsel der Bezugsperson zu vermeiden.
3. Struktur schaffen: Da der Betreute die belastende Situation meist aus einer passiven Opferrolle heraus erlebt hat, gilt die Wiedergewinnung der Handlungsfähigkeit als kurzfristiges Ziel der Krisenintervention. Dabei spielt gegebenenfalls die Möglichkeit einer Abschiednahme vom Verstorbenen eine essentielle Rolle, auch Informationen über organisatorische Abläufe der nächsten Stunden und Tage (Leichenschau, Bestattung, Standesamt) sollen den Betroffenen befähigen, die Opferrolle zu verlassen.
4. Brückenfunktion: Am Ende der Krisenintervention sollte die Übergabe an das soziale Netz erfolgen. Eine Aktivierung von familiären oder freundschaftlichen Bezugspersonen des Klienten, möglichst durch diesen selbst, stellt eine weitere Betreuung des Betroffenen sicher, auch eine Information über professionelle Hilfsangebote (Beratungsstellen, Selbsthilfegruppen) gehört zu diesem Punkt.

Die Intervention durch einen Krisenhelfer dauert üblicherweise wenige Stunden, allerdings gibt es, wenn auch selten, Einsätze, bei denen Mitarbeiter bis zu 8 Stunden vor Ort sind.
Im Unterschied zur Notfallseelsorge nehmen die Krisenhelfer keine liturgischen Handlungen vor. Sollte das von den Klienten gewünscht werden, besteht häufig eine Kooperation mit der örtlichen Notfallseelsorge oder den Glaubensgemeinschaften (Bereitschaftsseelsorge).

### Grundsatz der Einmaligkeit
Nach der initialen und ambulanten Krisenintervention sind keine Wiederholungsbesuche üblich. Der Grund hierfür ist die veränderte Beziehungsstruktur zwischen Betreutem und Betreuer, zu der es bei einer erneuten Kontaktaufnahme kommt. Dadurch wären die Methoden der Krisenintervention im Rettungsdienst nicht mehr ohne Weiteres anwendbar und eine optimale Versorgung des Klienten somit nicht gewährleistet. Zudem soll diese zeitliche Begrenzung die Belastung des Mitarbeiters reduzieren.

## Ausbildung
Die Ausbildung ist bundesweit einheitlich geregelt durch die "Gemeinsame Qualitätsstandards und Leitlinien zu Maßnahmen der Psychosozialen Notfallversorgung für Überlebende, Angehörige, Hinterbliebene, Zeugen und/oder Vermissende im Bereich der Psychosozialen Akuthilfe" vom 21. Februar 2013. Somit sind sowohl die Voraussetzungen zur Mitwirkung, die Qualitätssicherung, als auch Curriculum für die Ausbildung zum Kriseninterventionshelfer (KIH) und Qualifikation der eingesetzten Ausbilder einheitlich geregelt. Ferner wurden im Anschluss an die Konsensus-Konferenz, die durch das Bundesamt für Bevölkerungsschutz und Katastrophenhilfe (BBK) gesteuert wurde, die "Qualitätsstandards und Leitlinien Teil I und II" verabschiedet. Diese sind bundesweit gültig und gemäß gemeinsamer Verabschiedung aller PSNV-Beteiligter auch bindend.
In einem Aufnahmegespräch werden die persönlichen Motivationen und Fähigkeiten geklärt. Erst danach ist – in manchen Teams – ein Praktikum unter Anleitung erfahrener Mitarbeiter im Einsatzdienst möglich. Manche Teams lassen nur Mitarbeiter nach erfolgreich abgeschlossener theoretischer Ausbildung in den Einsatzdienst.
In einem nächsten Schritt findet dann die theoretische Ausbildung statt, die in einem Grundlehrgang 16 Unterrichtseinheiten (UE) und einem anschließenden Fachlehrgang 80 UE umfasst.
Inhaltlich stehen u. a. die Einführung in die Grundlagen der Psychologie, Grundlagen der Kommunikation, Organisationsstrukturen der PSNV und der BOS, spezielle Fachthemen (Kultur und Religion, Suizid, Besondere Zielgruppen, Recht und Verwaltung, Psychohygiene) und vor allem die Struktur einer Intervention mit ausgiebigem Übungsanteil auf dem Lernplan. In der Regel zieht sich die Ausbildung über einen Zeitraum von 12 Wochen, die dann mit einer theoretischen, mündlichen und praktischen Prüfung abgeschlossen wird. In einer anschließenden Praxisphase, deren Dauer individuell vereinbart wird, ist der Anwärter / die Anwärterin nur im Rahmen einer angemessenen Praxisbegleitung (Hospitation) im Dienst. Die Länge der Praxisphase richtet sich nach den individuellen Eingangsvoraussetzungen und den tatsächlich auftretenden Einsatzsituationen. Nach spätestens 3 Jahren soll die theoretische und praktische Ausbildung abgeschlossen sein.
Nach Ende der Praxisphase wird ein Abschlussgespräch geführt, aufgrund dessen Ergebnisses dann entschieden wird, ob der Auszubildende als „voll einsatzfähiger“ Mitarbeiter eingesetzt wird. Für die ersten Einsatzmonate bekommt er dann einen Mentor zur Seite gestellt.

## Finanzierung
Die Krisenintervention im Rettungsdienst kann in Deutschland derzeit nicht mit den Krankenkassen abgerechnet werden. Dem Klienten wird keine Rechnung gestellt. Die Finanzierung erfolgt aus Spenden, manchmal aus öffentlichen Zuschüssen und dem Etat des Trägers. Angesichts dieser Situation bleibt die Leistung stets freiwillig, was angesichts der potentiell belastenden Arbeit für die eingesetzten Kriseninterventionshelfer eine Entlastung sein kann, allerdings auch hinsichtlich der Schaffung klarer Strukturen analog zu Feuerwehr, Polizei und Katastrophenschutz ein starkes Hindernis ist, welches zu den o. g. Problemen z. B. bei Alarmierungen führt.

## Einsatzfahrzeug
Für die Anfahrt zum Einsatzort verfügen viele Kriseninterventionsdienste über ein eigenes Einsatzfahrzeug, manche nutzen die Privatfahrzeuge der Helfer oder Fahrzeuge des Rettungsdienstes, der Feuerwehr oder der Polizei. In Deutschland ist die Inanspruchnahme von Sonder- und Wegerechte für einen Kriseninterventionseinsatz regional unterschiedlich geregelt.
Um eine ruhige Betreuungsatmosphäre (Setting) zu schaffen und die Klienten vor neugierigen Blicken, aber auch vor den Medien abschirmen zu können, werden als Einsatzfahrzeuge in der Regel Kleinbusse angestrebt.